# Быково (Днепропетровская область)
Бы́ково (укр. Бикове) — село,
Быковский сельский совет,
Криничанский район,
Днепропетровская область,
Украина.
Код КОАТУУ — 1222081701. Население по переписи 2001 года составляло 371 человек.
Является административным центром Быковского сельского совета, в который, кроме того, входят сёла
Василевка и
Водяное.

## Географическое положение
Село Быково находится у истоков реки Саксагань,
ниже по течению примыкает село Водяное.
На расстоянии в 1,5 км расположен город Вольногорск.
Река в этом месте пересыхает, на ней сделано несколько запруд.
Рядом проходят автомобильная дорога Т-0415 и
железная дорога, станция Вольногорск в 3,5-м км.

## Экономика
- «Славутич», агрофирма.

## Объекты социальной сферы
- Школа I—II ст.